# Рудольф Дільс
Рудольф Дільс (нім. Rudolf Diels; 16 грудня 1900, Берггаузен, Рейнланд-Пфальц — 18 листопада 1957, Катценельнбоген, Рейнланд-Пфальц) — німецький державний діяч, перший керівник Гестапо, таємної поліції Третього Рейху, у 1933—1934 роках. Член НСДАП (з 1937) та СС (з 1933), оберфюрер СС (20 квітня 1939). Протеже Германа Герінга. 

## Біографія

### Ранні роки
Дільс народився 1900 року в Берггаузені, був сином заможного селянина. Відвідував школу у Вісбадені. 
Дільс брав участь у Першій світовій війні. Після її завершення він вступив до Гіссенського університету, де вивчав політологію, проте вже в травні 1919 року перевівся до Марбурзького університету, де вивчав юриспруденцію. У цей період мав репутацію хулігана та розбишаки, часто потрапляв у неприємні ситуації, декілька разів брав участь в дуелях, через що й отримав свої шрами на обличчі. 

### Робота в міністерстві та Гестапо
У 1930 році Дільс поступив на службу в Міністерство внутрішніх справ Пруссії. Карл Зеверінг, міністр внутрішніх справ Пруссії, доручив йому в 1932 році здійснювати контроль радикальних політичних груп, починаючи від комуністів та закінчуючи нацистами. У момент призначення Гітлера рейхсканцлером Дільс уже керував прусською політичною поліцією. У квітні 1933 року Герман Герінг, який був призначений міністром-президентом Пруссії, був приємно вражений роботою Дільса та його прихильністю до НСДАП. Він доручив останньому очолити відділ 1А реорганізованої поліції Пруссії, який займався політичними злочинами. Пізніше цей відділ був відокремлений від поліції Пруссії та перетворений на самостійну організацію під назвою Гестапо.
Дільс активно співпрацював із НСДАП. Він брав на службу до свого відомства лідерів СА, сприяючи все більшій політизації Гестапо. Він же ініціював припинення слідства у справі Альбрехта Гелера, вбивці Горста Весселя, внаслідок чого останнього викрали та вбили штурмовики у вересні 1933 року. Після війни службовці СА стверджували, що Дільс особисто спостерігав за цим убивством, а також видав акт про передачу Гелера СА, чим легалізував даний злочин. 
27 лютого 1933 року було підпалено Рейхстаг. Гітлер одразу звинуватив у цьому комуністів. Дільс безпосередньо керував допитами Марінуса ван дер Люббе, головного підозрюваного у цій справі. Хоча Дільс щиро ненавидів комуністів та схвалював репресії проти них, пізніше він доповідав Гітлеру, що не вважає, що до підпалу причетна вся Комуністична партія, а це справа рук одного лише Люббе. Проте фюрер не взяв до уваги думку Дільса, використавши цю обставину, щоб офіційно заборонити діяльність Комуністичної партії Німеччини. 
Цього ж 1933 року Дільс вступив до СС (посвідчення № 187 116), а 1937 — до НСДАП (партійний квиток № 3 955 308). 
До 1934 року почали посилюватися суперечності між Дільсом, Райнгардом Гейдріхом, керівником СД, та Генріхом Гіммлером, Рейхсфюрером СС. Останні намагалися взяти під свій контроль усі важливі відомства в Німеччині. Кандидатура Дільса на посаді очільника Гестапо їх не влаштовувала, адже останній не мав ні бажання, ні енергії для того, щоб боротися з впливом СА (так він спеціально взяв відпустку, щоб не брати участь у Ночі довгих ножів) чи надто активно сприяти здійсненню геноциду євреїв. Тому 20 квітня 1934 року Дільс залишив свій пост. 
Деякий час працював заступником поліцайпрезидента Берліна, а 29 листопада 1933 року повернувся до Гестапо, але вже у ролі рядового інспектора. З 1934 року обіймав посаду регірунгспрезидента в Кельні, проте через конфлікт із місцевим гауляйтером Йозефом Тербофеном у липні 1936 року його перевели на ідентичну посаду в Ганновері. 
20 квітня 1939 року Дільс отримав звання оберфюрера СС та працював у місцевому штабі СС у Ганновері. З 1 вересня 1942 року працював у головному штабі СС. 

### Дільс та Герінг
Дільс підтримував тісні стосунки з Германом Герінгом ще від моменту призначення того на посаду міністра-президента Пруссії. Герінг завжди позитивно відгукувався про Дільса, який навіть одружився з Ільзою Герінг, кузиною Германа. Рейхсмаршал декілька разів рятував Дільса. Наприклад, у 1940 році, коли Рудольф відмовився віддати наказ про арешт євреїв, Герінг зміг запобігти арешту останнього. Дільса також підозрювали у допомозі заговорникам під час подій 20 липня 1944 року, проте і цього разу Герінг його порятував.
У 1945 році Дільс був заарештований англо-американськими військами. Брав участь у Нюрнберзькому процесі над головними військовими злочинцями, проте лише у ролі свідка. Причому, Дільс одночасно виступав і як свідок звинувачення підсудних, і як свідок захисту Германа Герінга, проте його спроби допомогти не врятували рейхсмаршала.

### Післявоєнний період
У 1948 році Дільса звільнили з-під варти.
Пізніше Дільс працював в уряді Нижньої Саксонії і в Міністерстві внутрішніх справ до відставки в 1953 році. Помер 18 листопада 1957 року внаслідок нещасного випадку на полюванні (його рушниця випадково вистрілила, коли він діставав її з автомобіля).

## Роль Дільса в історії
Немає однозначної думки про те, яку позицію Дільс займав стосовно політики НСДАП.
З одного боку, підтверджено, що він час від часу допомагав тим, кого переслідували нацисти, емігрувати, тим самим рятуючи їм життя. З іншого боку, його описують як опортуніста, який пристосовувався до обставин, коли це сприяло його кар'єрі. Під час Веймарської республіки Дільс був близький до ліберальних кіл і пов'язаний з Берлінським демократичним клубом, президентом якого був єврей Бернхард Вайс. Ще до захоплення влади нацистами Дільс був у добрих стосунках з Герінгом, захистом якого він користувався до кінця війни. Під час свого перебування на посаді глави Гестапо Дільс працював над правовими нормами, які б легалізували переслідування євреїв, а також брав участь у створенні концентраційного табору Зонненбург. Після падіння Третього рейху Дільс уже перебував на службі в окупаційній адміністрації союзників. Прихильники теорії про те, що підпал Рейхстагу був інсценований СА, вбають у Дільсі одного із його організаторів. 

## Нагороди
- Почесний хрест ветерана війни з мечами
- Почесна шпага рейхсфюрера СС
- Кільце «Мертва голова»
- Відзнака за видатні заслуги перед ППО (жовтень 1940)
- Хрест Воєнних заслуг 2-го класу (квітень 1941)
- Почесний член і почесний сенатор Вищої технічної школи Ганновера